# Посольська ізба

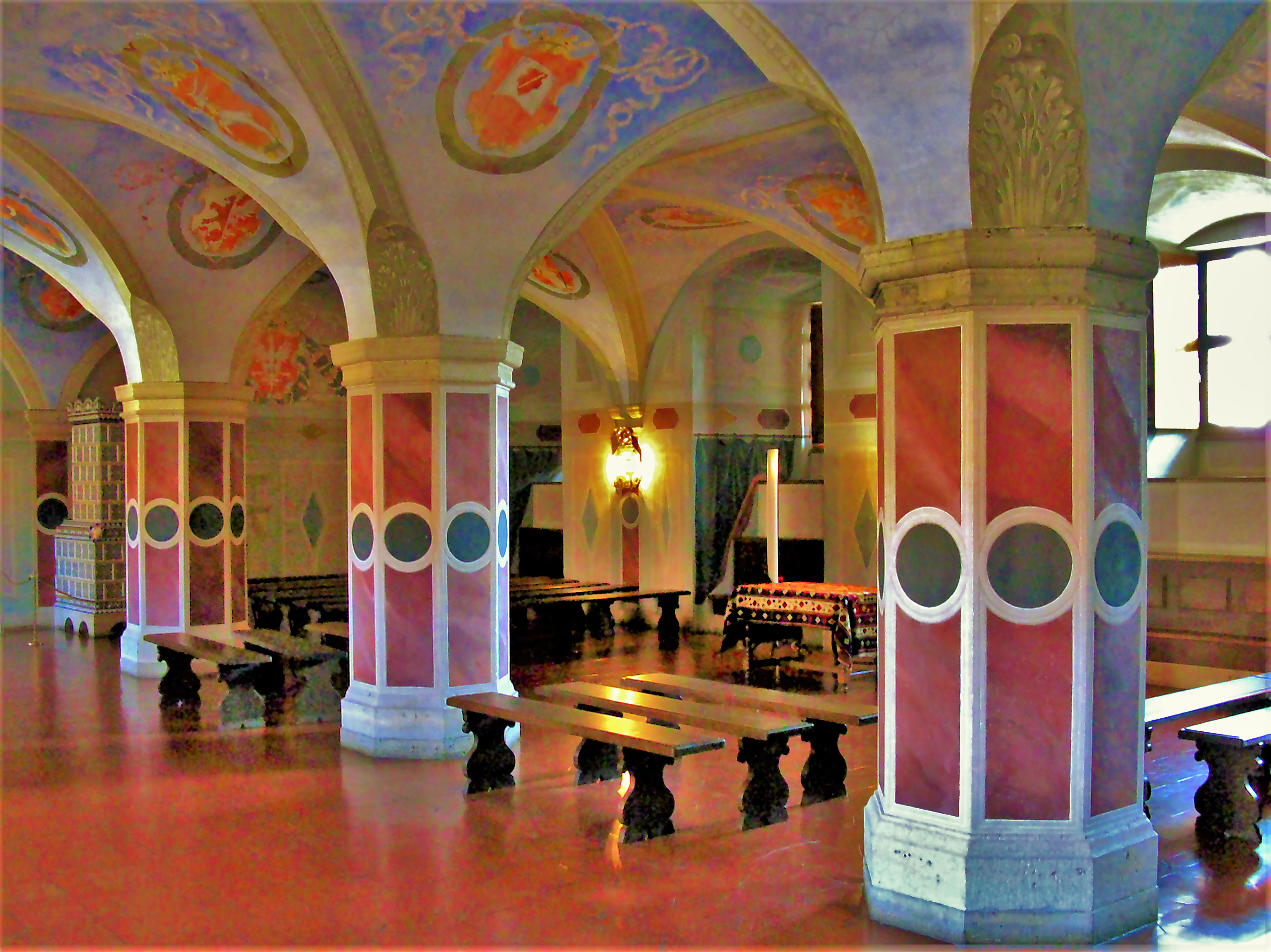
Посольська ізба в королівському замку у Варшаві (1570—1680)

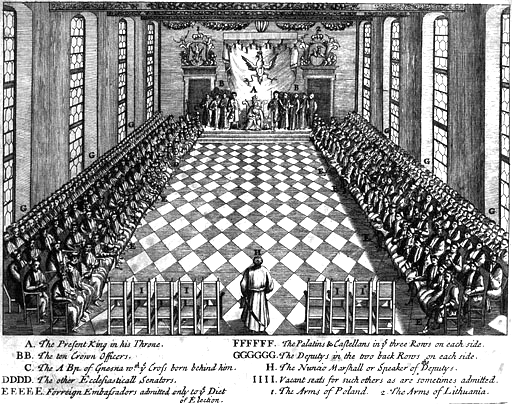
Посольська ізба в королівському замку у Варшаві (1698)

Посольська ізба, чи Посольська палата (букв.«Палата депутатів» пол. Izba Poselska) — нижня палата сейму  Королівства Польського, а після — Речі Посполитої, що складалася з обраних шляхтою на сеймиках депутатів (послів). Посольська ізба була одним з трьох станів (поряд з сенатом та  королем), що становили Сейм Речі Посполитої.
Сформувалася як представництво земських сеймиків шляхти. Спочатку послів обирали, зокрема, земські сановники. З середини 16 ст. це право мала тільки шляхта.
Після  Люблінської унії, що об'єднала  Корону Королівства Польського з  Великим князівством Литовським в одну державу Річ Посполиту, у посольській ізбі було 170 депутатів, у тому числі 48 з Великого князівства Литовського. До середини XVIII століття кількість депутатів збільшилася.
Допускалася присутність депутатів від великих міст (Кракова і Вільна, пізніше також Любліна, Львова, Данцига і Кам'янця-Подільського), проте без права голосу.